# Equació paramètrica

Un exemple d'una corba definida per equacions paramètriques és la corba papallona.

En matemàtiques les equacions paramètriques són un mètode de definir una funció que fa servir paràmetres. Un exemple cinemàtic simple és quan es fa servir un paràmetre temporal per determinar la posició, velocitat, i altra informació sobre un cos en moviment.
De manera abstracta, es dona una relació, en forma d'equació, i es presenta també com la imatge per la funció d'elements com Rn. És per això que s'anomena també una mica més acuradament com una representació paramètrica. És part de la representació paramètrica regular.

## Exemples 2D

### Paràbola
Per exemple, l'equació més simple per a una paràbola..
{\displaystyle y=x^{2}\,}
es pot parametritzar fent servir un paràmetre lliure t, i establint
{\displaystyle x=t\,}
{\displaystyle y=t^{2}.\,}

### Circumferència
Encara que l'exemple anterior és un cas una mica trivial, considereu la parametrització següent d'una circumferència de radi a:

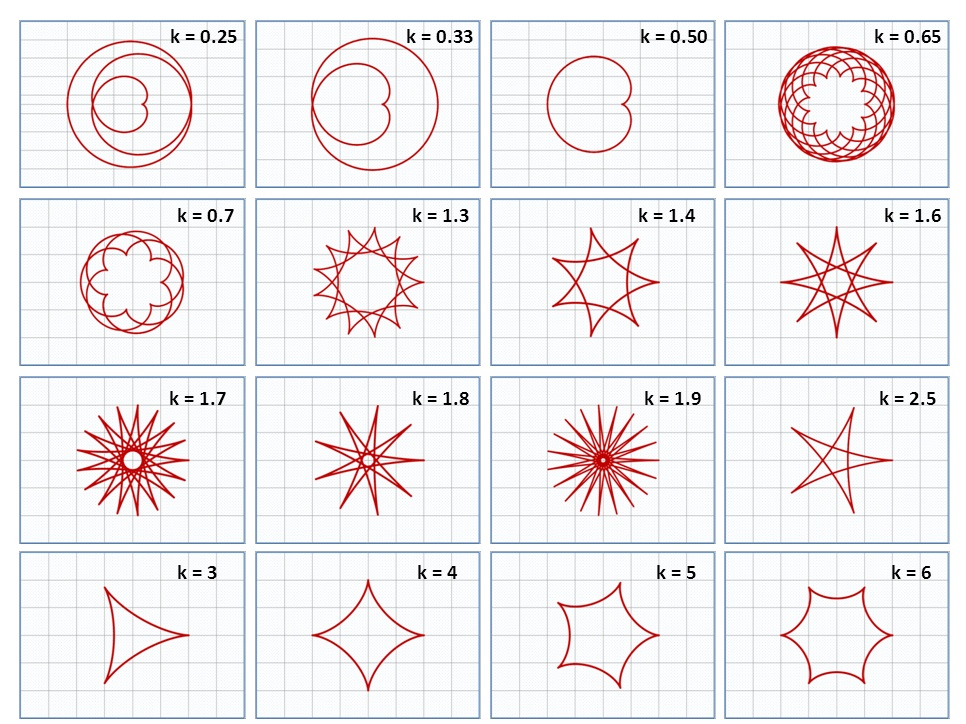
Diferents figures variant k

{\displaystyle x=a\cos(t)\,}
{\displaystyle y=a\sin(t).\,}

### Altres corbes
Aquí es pot veure una altra parametrització no tant trivial, a on la forma de la funció canvia en funció de la relació entre les constants a i b. Sent k = a/b, es pot veure en el gràfic les diferents formes en funció de k.
{\displaystyle x=(a-b)\cos(t)\ +b\cos(t((a/b)-1))}
{\displaystyle y=(a-b)\sin(t)\ -b\sin(t((a/b)-1)),k=a/b}

En aquesta altra funció es pot veure una gran varietat de formes en funció dels exponents j i k, variant els paràmetres a,b,c i d.

{\displaystyle x=\cos(at)-\cos(bt)^{j}}
{\displaystyle y=\sin(ct)-\sin(dt)^{k}}

En l'exemple graficat es poden veure diferents funcions per j=3, k=3 i j=3, k=4

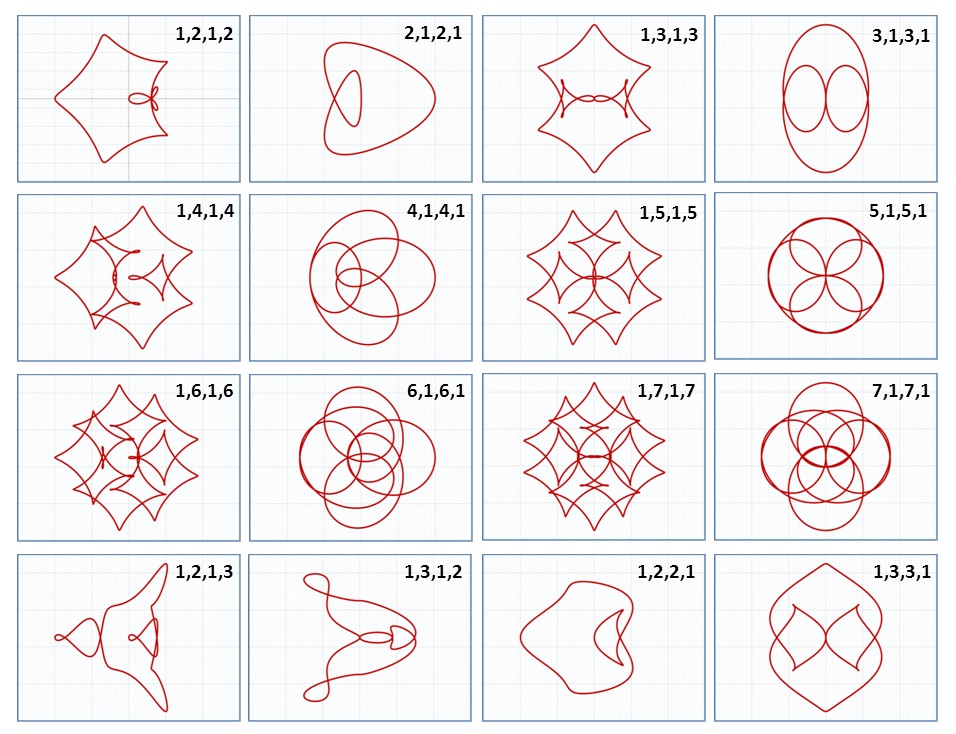
j=3 k=3
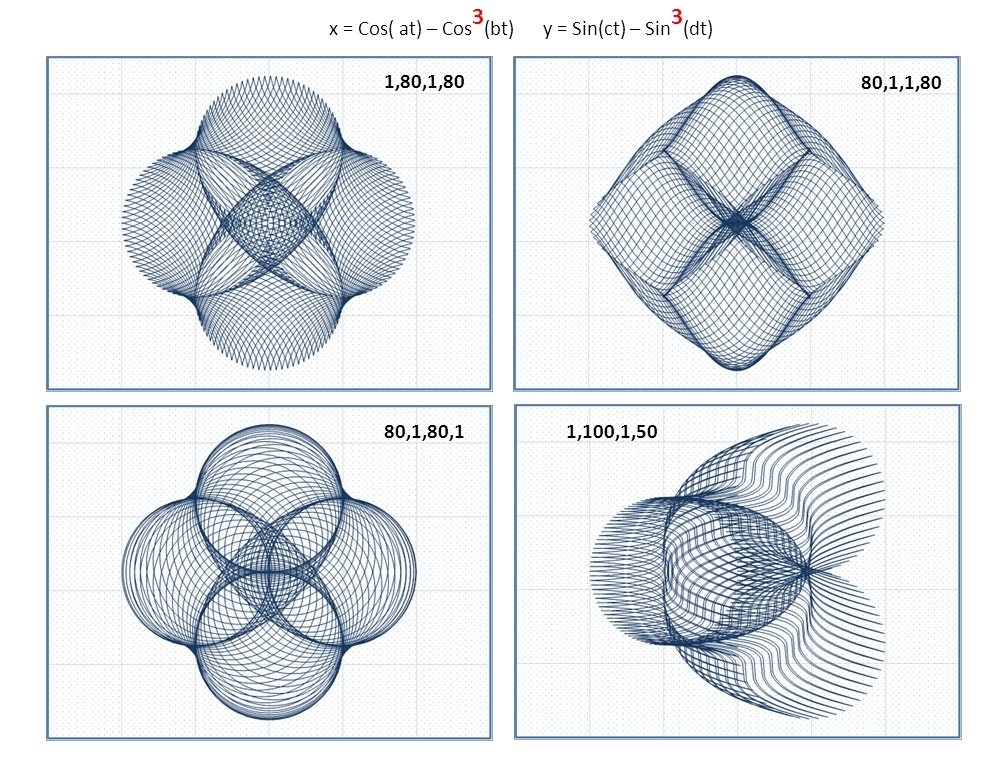
j=3 k=3
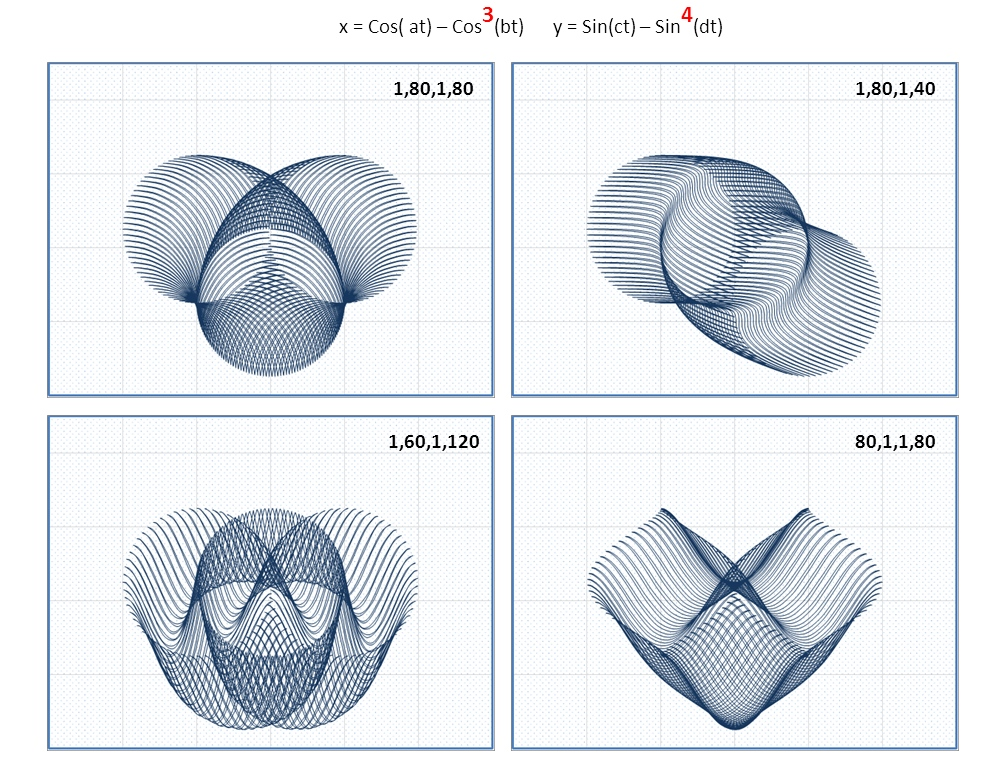
j=3 k=4
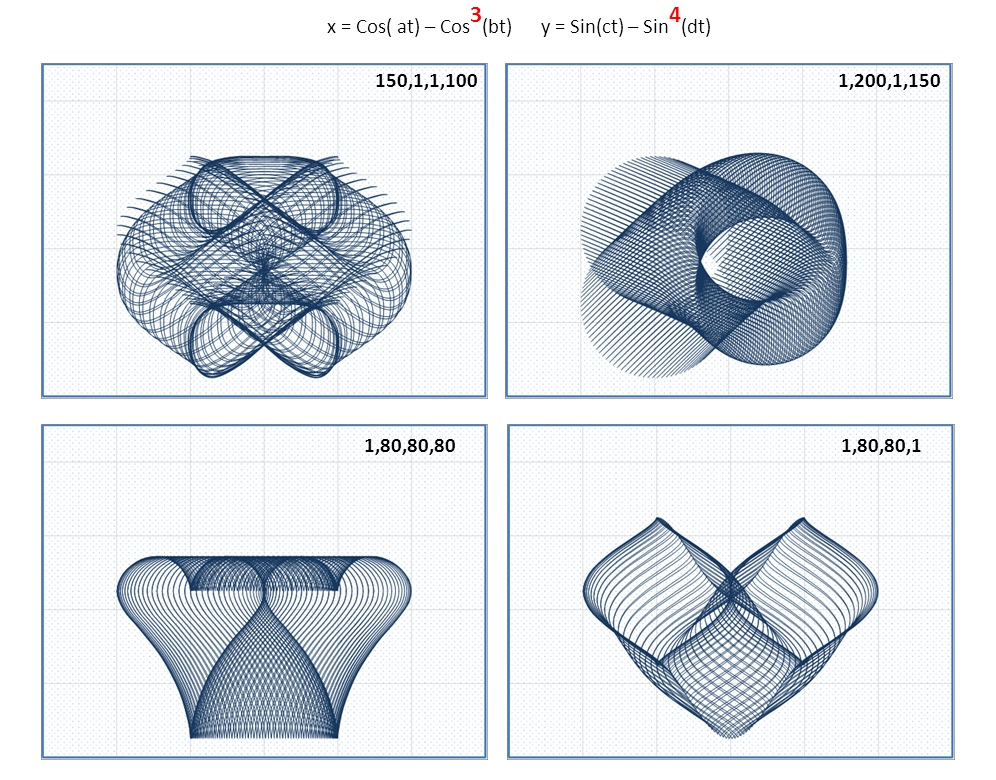
j=3 k=4
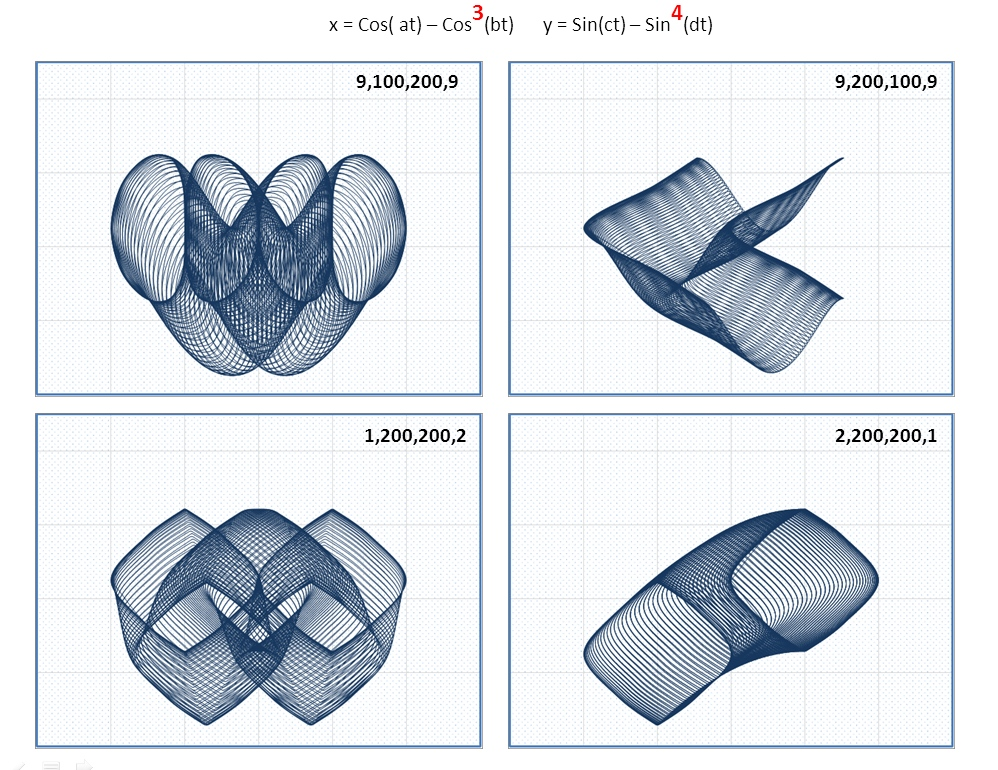
j=3 k=4

Una altra funció amb una gran varietat d'ajustos, a partir de i,j,a,b,c,d,e.
{\displaystyle x=i\cos(at)-\cos(bt)\sin(ct)}
{\displaystyle y=j\sin(dt)-\sin(et)}

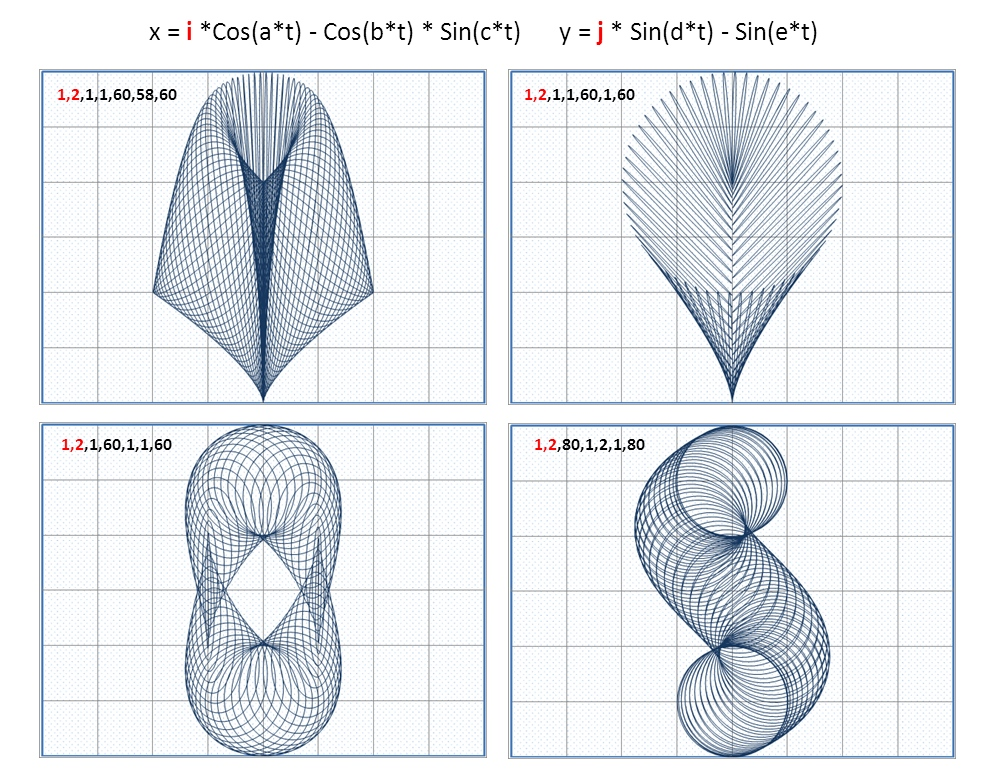
i=1 j=2
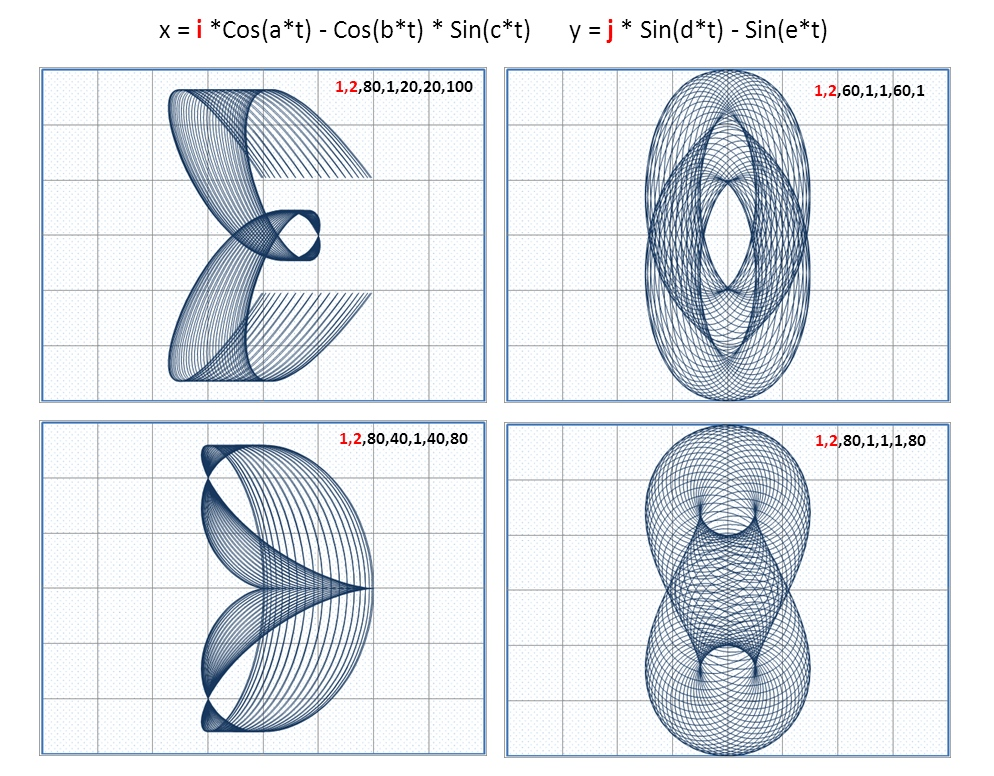
i=1 j=2

## Exemples 3D

### Hèlix

Hèlix

Les equacions paramètriques són convenients per a corbes que estan en espais de dimensió superior. Per exemple:
{\displaystyle x=a\cos(t)\,}
{\displaystyle y=a\sin(t)\,}
{\displaystyle z=bt\,}
descriu una corba tridimensional, l'hèlix, que té un radi a i s'eleva 2πb unitats per volta. (Fixeu-vos que les equacions són idèntiques a les d'un pla a les d'una circumferència; de fet, una hèlix humorísticament es descriu a vegades com "una circumferència els extrems de la qual no tenen igual valor de z. Això no és exactament veritat, ja que una circumferència és per definició una corba bidimensional i una hèlix és per definició una corba tridimensional. També hi ha corbes llises diferents de l'hèlix que es pot descriure com "una circumferència els extrems de la qual no tenen igual valor de z.")
Expressions tals com aquesta de damunt s'escriuen habitualment com
{\displaystyle r(t)=(x(t),y(t),z(t))=(a\cos(t),a\sin(t),bt).\,}

## Utilitat
Aquesta forma d'expressar corbes és pràctic i també eficaç; per exemple, es pot integrar i derivar aquestes corbes coordenada a coordenada. Així, es pot descriure la velocitat d'una partícula a partir del camí que recorre expressat en forma paramètrica com:
{\displaystyle v(t)=r'(t)=(x'(t),y'(t),z'(t))=(-a\sin(t),a\cos(t),b)\,}
i l'acceleració com:
{\displaystyle a(t)=r''(t)=(x''(t),y''(t),z''(t))=(-a\cos(t),-a\sin(t),0)\,}
En general, una corba paramètrica és una funció d'un paràmetre independent (normalment denotat t). Per al concepte corresponent amb dos (o més) paràmetres independents, vegeu Superfície paramètrica.

## Obtenció d'una equació simple a partir de dues equacions paramètriques
Convertir un conjunt d'equacions paramètriques en una única equació implica eliminar la variable {\displaystyle t} de les equacions simultànies {\displaystyle x=x(t),\ y=y(t)}. Si una d'aquestes equacions es pot resoldre per t, l'expressió obtinguda es pot substituir a l'altra equació per obtenir una equació que només conté x i y. Si {\displaystyle x(t)} i {\displaystyle y(t)} són funcions racionals llavors les tècniques de la teoria de les equacions com per exemple els resultants es poden fa servir per eliminar t. En alguns casos no hi ha cap equació senzilla en forma tancada que sigui equivalent a les equacions paramètriques.
Agafant l'exemple de la circumferència de radi a, les equacions paramètriques
{\displaystyle x=a\cos(t)\,}
{\displaystyle y=a\sin(t)\,}
es poden expressar en termes de x i y emprant la identitat trigonomètrica pitagòrica:
{\displaystyle x/a=\cos(t)\,}
{\displaystyle y/a=\sin(t)\,}
{\displaystyle \cos(t)^{2}+\sin(t)^{2}=1\,\!}
{\displaystyle \therefore (x/a)^{2}+(y/a)^{2}=1,}
que és fàcilment identificable com un tipus de secció cònica (en aquest cas, una circumferència).